# Elise Neal
Elise Neal (Memphis, 14 marzo 1966) è un'attrice ed ex ballerina statunitense.
Neal ha dimostrato la sua versatilità in ruoli nei film Hustle & Flow - Il colore della musica e  Scream 2. Ha lavorato con diversi produttori acclamati quali John Singleton, Brian DePalma, Steven Spielberg e Craig Brewer.

## Biografia
Figlia di un impiegato nell'edilizia, frequentò la Lakeview Elementary a South Memphis dove fu ballerina e cheerleader. Si ruppe il polso durante una manifestazione sportiva e nonostante la guarigione risente di questo fatto ancora oggi. Si diplomò alla Overton High School, scuola di recitazione nel 1984, e frequentò la University of the Arts a Philadelphia. Dopo la laurea, si trasferì a New York dove ottenne ruoli in musical teatrali e si trovò a viaggiare per il mondo con varie compagnie. Questa esperienza le permise di fare carriera e per continuare la sua professione di attrice si trasferì a Los Angeles.

## Carriera
Una volta a Los Angeles, Neal ottenne la parte di Janice Sinclair nella soap opera Quando si ama. Dal 1995 al 1996 prende parte alla terza e ultima stagione della serie SeaQuest - Odissea negli abissi recitando la parte di JJ Fredricks.
Entra nel cast, nel 1997, del film di Wes Craven Scream 2. A partire dal 1998 diventa una delle protagoniste della serie ABC Casa Hughley, recitando la parte di Yvonne Williams-Hughley
Nel 2005 prende parte a Hustle & Flow - Il colore della musica, lei e il resto del cast furono nominati per lo Screen Actors Guild award per il cast migliore, un NAACP award, e vinsero come Migliore Cast ai "Young Hollywood" awards. L'attrice ha avuto 3 NAACP award nominations:  Migliore attrice in una commedia per The Hughleys due volte e per Hustle & Flow - Il colore della musica.
Neal apparve nel video musicale di Aretha Franklin A Rose is a Rose , quello di 50 Cent  "Follow My Lead" e quello di Vanessa Williams "Work to Do" .
Ella è divenuta anche produttrice e sta creando e sviluppando diversi progetti multimediali: un reality show basato sul suo gruppo R & B, "Assorted Flavors", e ha stipulato dei contratti con la Mandalay Bay Entertainment.

## Filmografia

### Cinema
- Malcolm X, regia di Spike Lee (1992)
- Let It Be Me, regia di Eleanor Bergstein (1995)
- How to Be a Player, regia di Lionel C. Martin (1997)
- Scream 2, regia di Wes Craven (1997)
- Rosewood, regia di John Singleton (1997)
- Traffico di diamanti (Money Talks), regia di Brett Ratner (1997)
- Restaurant, regia di Eric Bross (1998)
- Mission to Mars, regia di Brian De Palma (2000)
- Sacred Is the Flesh, regia di Carl Seaton (2001)
- The Rising Place, regia di Tom Rice (2001)
- Paid in Full, regia di Charles Stone III (2002)
- Playas Ball, regia di Jennifer Harper (2003)
- Hustle & Flow - Il colore della musica (Hustle & Flow), regia di Craig Brewer (2005)
- Who's Deal?, regia di Greg Young (2008)
- Preaching to the Pastor, regia di Aaron L. Williams (2009)
- Let God Be the Judge, regia di Emmbre Perry (2010)
- Love Ranch, regia di Taylor Hackford (2010)
- N-Secure, regia di David M. Matthews (2010)
- Arma micidiale (Gun), regia di Jessy Terrero (2010)
- The Slap, regia di H. M. Coakley – cortometraggio (2011)
- Lord, All Men Can't Be Dogs, regia di T. J. Hemphill (2011)
- The Perfect Man, regia di Paul D. Hannah (2011)
- Poolboy: Drowning Out the Fury, regia di Garrett Brawith (2011)
- Breathe, regia di J. Jesses Smith (2011)
- The Undershepherd, regia di Russ Parr (2012)
- Who's Watching the Kids, regia di Tyler Maddox e Andre Truth (2012)
- 1982, regia di Tommy Oliver (2013)
- First Impression, regia di Arthur Muhammad (2014)
- Ransum Games, regia di Parris Reaves (2014)
- 36 Hour Layover, regia di Mark Harris (2016)
- What Are the Chances?, regia di D-Shot (2016)
- ANYWHERE, U.S.A., regia di Aloni Ford – cortometraggio (2016)
- Tragedy Girls, regia di Tyler MacIntyre (2017)
- Logan: The Wolverine (Logan), regia di James Mangold (2017)

### Televisione
- Quando si ama (Loving) – soap opera, puntata 2860 (1994)
- Law & Order - I due volti della giustizia (Law & Order) – serie TV, episodio 2x18 (1992)
- Getting By – serie TV, episodio 1x03 (1993)
- Quel bambino è mio (There Was a Little Boy), regia di Mimi Leder – film TV (1993)
- Tales of the City – miniserie TV, puntata 03 (1993)
- California Dreams – serie TV, episodio 2x08 (1993)
- Otto sotto un tetto (Family Matters) – serie TV, episodio 5x09 (1993)
- Mr. Cooper (Hangin' with Mr. Cooper) – serie TV, episodi 1x16-3x19 (1993-1995)
- Red Shoe Diaries – serie TV, episodio 3x08 (1994)
- Willy, il principe di Bel-Air (The Fresh Prince of Bel-Air) – serie TV, episodio 4x22 (1994)
- Chicago Hope – serie TV, episodio 1x13 (1995)
- SeaQuest - Odissea negli abissi (SeaQuest 2032) – serie TV, 10 episodi (1995-1996)
- Guardia del corpo (Pointman) – serie TV, episodio 2x08 (1995)
- ABC Afterschool Specials – serie TV, episodio 24x5 (1996)
- Living Single – serie TV, episodio 4x08 (1996)
- High Incident – serie TV, episodio 2x09 (1996)
- The Steve Harvey Show – serie TV, episodio 1x12 (1996)
- The Wayans Bros. – serie TV, episodio 4x17 (1998)
- Chance of a Lifetime, regia di Deborah Reinisch – film TV (1998)
- Fantasy Island – serie TV, episodio 1x09 (1998)
- Casa Hughley (The Hughleys) – serie TV 89 episodi (1998-2002)
- Brian's Song, regia di John Gray – film TV (2001)
- A.U.S.A. – serie TV, episodio 1x01 (2003)
- All of Us – serie TV, 44 episodi (2003-2005)
- Method & Red – serie TV, episodio 1x07 (2004)
- CSI - Scena del crimine (CSI: Crime Scene Investigation) – serie TV, episodio 6x01 (2005)
- Wyclef Jean in America, regia di Troy Miller – film TV (2006)
- K-Ville – serie TV, 7 episodi (2007)
- My Manny – serie TV, 10 episodi (2009)
- Private Practice – serie TV, episodio 2x21 (2009)
- Jack and Janet Save the Planet, regia di Shelley Jensen – film TV (2009)
- Love Me or Leave Me, regia di John Ruffin – film TV (2010)
- Funny or Die Presents... – serie TV, episodio 2x06 (2011)
- The Cape – serie TV, episodi 1x02-1x06-1x10 (2011)
- A.N.T. Farm - Accademia Nuovi Talenti (A.N.T. Farm) – serie TV, 5 episodi (2011-2012)
- Scandal – serie TV, episodio 2x02 (2012)
- Belle's – serie TV, 6 episodi (2013)
- The Soul Man – serie TV, episodio 2x10 (2013)
- The Fright Night Files, regia di R. L. Scott e Russ Parr – film TV (2014)
- Aaliyah: The Princess of R&B, regia di Bradley Walsh – film TV (2014)
- Ladies Book Club, regia di Fred Thomas Jr. – film TV (2016)
- Into the Dark – serie TV, episodio 2x09 (2020)
- A Black Lady Sketch Show – serie TV, episodio 2x05 (2021)

## Doppiatrici italiane
Nelle versioni in italiano dei suoi film, Elise Neal è stata doppiata da:
- Monica Ward in A.N.T. Farm - Accademia Nuovi Talenti, Logan: The Wolverine
- Francesca Fiorentini in Quando si ama
- Antonella Alessandro in Scream 2
- Cristiana Rossi in Casa Hughley
- Elena Morara in CSI - Scena del crimine
- Jolanda Granato in Private Practice